# 神岡鉱山

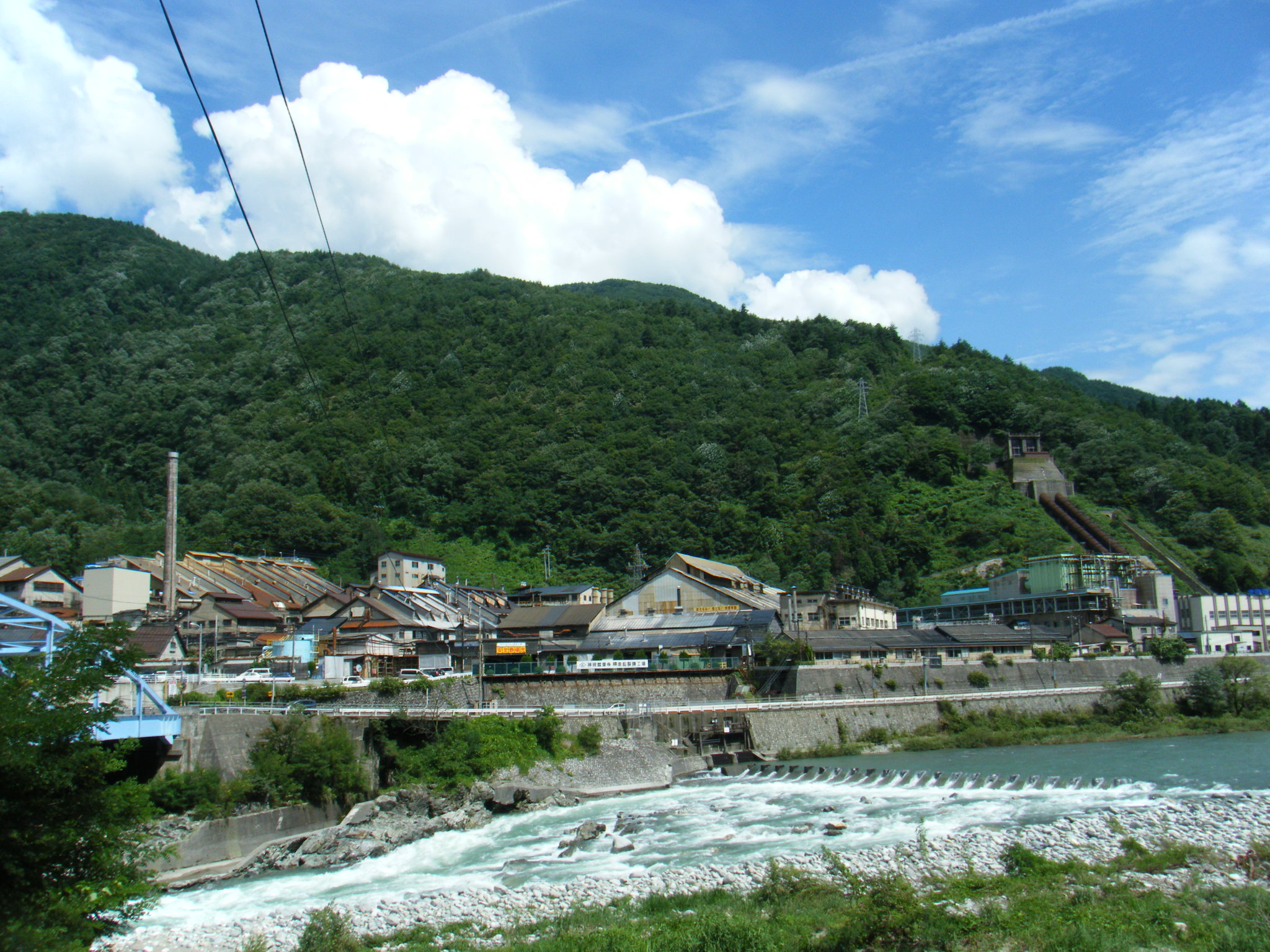
神岡鉱業亜鉛製錬工場

神岡鉱山（かみおかこうざん）は、岐阜県飛騨市（旧吉城郡神岡町）にある亜鉛・鉛・銀 ・石灰鉱山。2001年（平成13年）6月に亜鉛・鉛・銀の採掘を中止した。

## 概要
奈良時代養老年間（720年頃）には既に採掘が始まっており、1874年（明治7年）に三井組が経営権を取得、近代化により国内初のトラックレス・マイニング法を取り入れるなど、大規模採掘を続けていた。三井組経営から閉山までの総採掘量は、約130年間で7,500万トンにも達し、一時は東洋一の鉱山として栄えた。
飛騨片麻岩中に含まれる結晶質石灰岩を火成岩起源の熱水が交代したスカルン鉱床で、主な鉱床として栃洞坑（とちぼらこう）、茂住坑（もずみこう）、円山坑（まるやまこう）がある。灰鉄輝石を中心としたスカルン鉱物を伴う鉱石を杢地鉱（もくじこう）と呼び、石英や方解石を伴う鉱石を白地鉱（しろじこう）と呼ぶ。
鉱山跡地は廃墟となっているが、一部に三井金属鉱業株式会社の100%出資子会社の神岡鉱業株式会社が建ち、鉱物のリサイクルなどを営んでいる。
2007年（平成15年）、日本の地質百選に選定された。

## イタイイタイ病
神岡鉱山の亜鉛鉱石の主要鉱物である閃亜鉛鉱に含まれるカドミウムを原因とする、富山県神通川流域で発生した大規模な公害である。この公害により最も大きく発生した被害は、布団をかぶせただけで骨折し「痛い、痛い（いたい、いたい）」と叫んでしまう「イタイイタイ病」と呼ばれる公害病である。患者が神岡鉱山を操業していた三井金属鉱業株式会社（当時）を相手取り集団提訴し、1971年（昭和46年）、富山地方裁判所で患者原告が勝訴、名古屋高等裁判所金沢支部でも勝訴した。日本の四大公害病裁判において、最初の原告勝訴判決で、その後の公害病裁判に大きな影響を与えた。

## 跡地の利用

### カミオカンデ
神岡鉱山跡地にあったニュートリノ観測装置。スーパーカミオカンデが完成し解体された。

### スーパーカミオカンデ
スーパーカミオカンデは、神岡鉱山茂住坑に建設された東京大学宇宙線研究所のニュートリノ観測装置である。世界最先端の研究施設の設置場所として、交通のアクセスも悪く他の研究機関からも離れた神岡鉱山が選定された理由は、
1. 観測装置に必要な巨大な地下空間の作成に、岩盤強度の高い堅牢な飛騨片麻岩からなる地質が適していたこと
2. 観測で使用する純水を調達する際に、豊富に坑内湧水が利用可能なこと
3. 坑内気温が年間13 - 14℃と一定しており、観測に必要な環境の保持が容易なこと

が挙げられる。
2004年（平成16年）7月に当時の天皇・皇后が見学。スーパーカミオカンデの前身であるカミオカンデでは、茂住坑口からトロッコを使いアクセスしていたが、スーパーカミオカンデでは、跡津坑口から乗用車やトラックで行き来している。

### カムランド
カミオカンデの跡地につくられた反ニュートリノ検出器。カミオカンデやスーパーカミオカンデより低いエネルギーのニュートリノを検出する。

### XMASS
液体キセノンを用いたダークマター検出器。

### KAGRA
2019年秋の完成後、調整、試験運転を経て、2020年（令和2年）2月25日に観測を開始した重力波望遠鏡。

### ハイパーカミオカンデ
2026年（令和8年）の観測開始を目標に建設が予定されている超大型水チェレンコフ光検出装置。

### データセンター
株式会社モビリティは2001年（平成13年）6月に三井金属鉱業株式会社100％子会社の神岡鉱業と「神岡鉱山地下空間利用」に関する独占的な管理会社の契約を交わし、鉱山地下空間でのデータセンター事業を提唱した（日本経済新聞　2001年12月31日、2002年1月4日）。
その後、2007年11月14日　日本経済新聞1面などに、「サン・マイクロシステムズとインターネットイニシアティブ（IIJ）、ベリングポイントなど12社・団体は、セキュアで低消費電力なデータセンターを地下空間に建設するプロジェクト「地底空間トラステッド・エコ・データセンター・プロジェクト」を発表し、2010年4月のサービス開始を目指す。」との記事が掲載された。この時点で場所の特定はされていなかったが、地方紙での、船坂前飛騨市長の発言で、本鉱山跡地と特定されてしまった。
金属鉱山跡地は、堅牢な岩盤、温度約14℃、豊富な地下水など、データセンターとして必要な要素を兼ね備えているにもかかわらず、未だに活用されていない。

### 減圧トレーニング室
0.7気圧まで減圧できる減圧トレーニング室が設置されている。地下460mの地点に設けられ、面積は90平米。高地トレーニング効果を目的に設置された。

## 鉱山町の発展と衰退

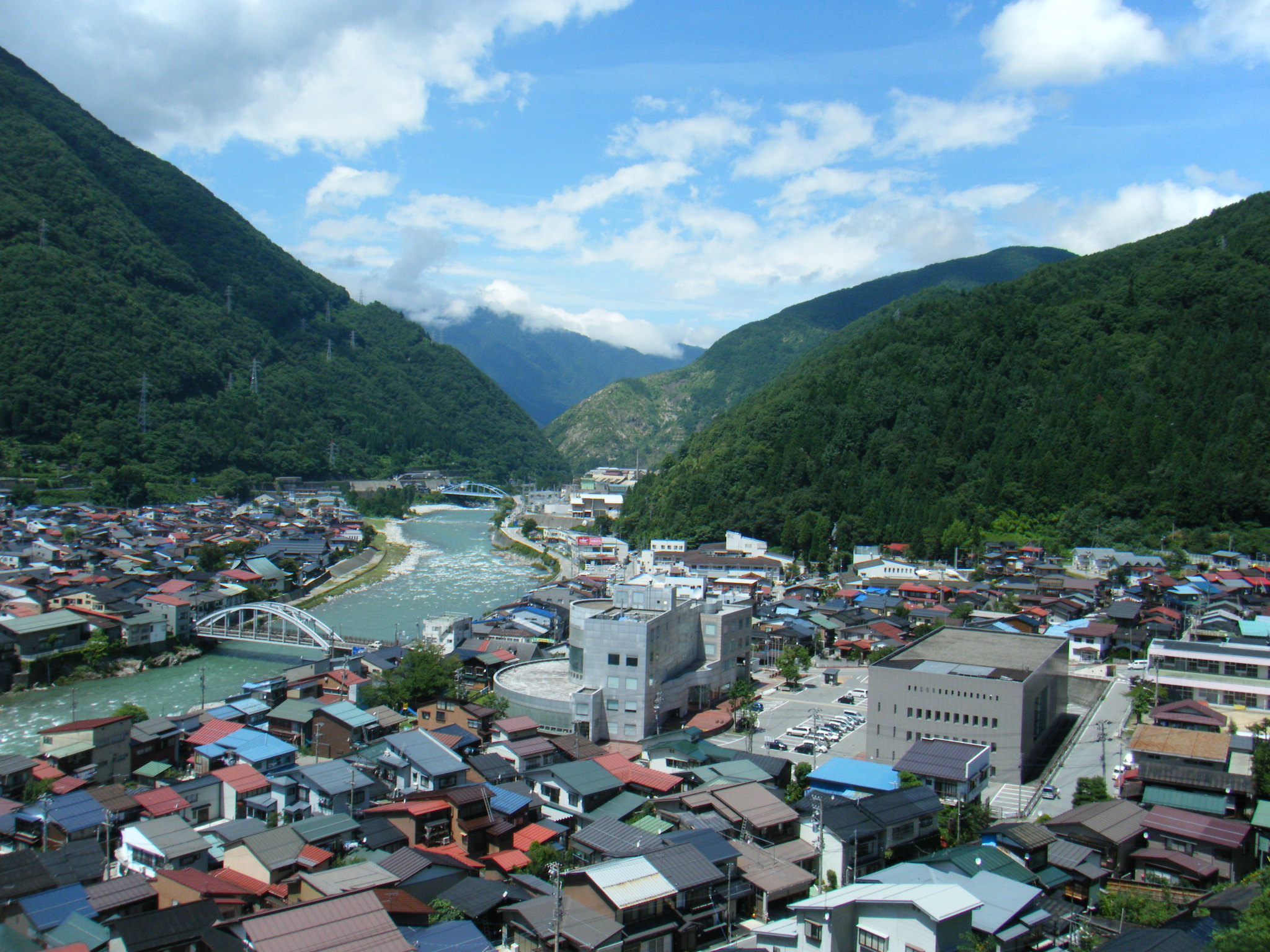
神岡城より望む神岡鉱山

神岡鉱山の採掘及び精錬加工によって、鉱山町としての神岡町は、隆盛と衰退を共にした。鉱山最盛期である1950年代後半～1960年代前半は、町民が2万7,000人以上に膨れ上がったが、鉱山の合理化と採掘中止に伴い、人口転出が続き、現在は1万1,000人ほどまで減少している。
神岡町にある神岡城は、1970年（昭和45年）に三井金属鉱業株式会社神岡鉱業所の創業100周年記念として建設されたもので、現在も神岡鉱山の施設・鉱石などが展示、紹介されている。町の各所には、鉱員住宅や集会場、共同浴場などが点在しており、鉱山マニアや廃墟マニアを惹きつけている。

## 関連企業
- 神岡鉱業株式会社（三井金属鉱業株式会社100％子会社）
- 三井金属鉱業株式会社

## 関連文献
- 「国内鉛製錬所の概要」『日本鉱業会誌』第78巻第894号、日本鉱業会、1962年、966-976頁、doi:10.2473/shigentosozai1953.78.894_966。